# Hirschmann Nándor
Hirschmann Nándor (Hirschmann Mihály Ferdinánd; Pozsony, 1857. február 8. - Pozsony, 1930. április) gimnáziumi tanár, igazgató.

## Élete
Szülei Hirschmann Kristóf és Kehbeck Magdolna voltak.
A Budapesti Egyetem hallgatója volt 1878-1882 között. 1882-ben szerzett tanári oklevelet, majd a Pozsonyi Evangélikus Líceum természettan (fizika) és mennyiségtan (matematika) előbb 1882-től rendkívüli, majd 1884-től rendes tanára volt. 1905-1923 között a líceum, majd 1923-tól 1927-ig a pozsonyi reálgimnázium német tannyelvű tagozatának igazgatója volt. A csehszlovák államfordulat után is megmaradt helyén, de az iskola külön német, illetve magyar tagozatból álló középiskolává alakult át. Latint, magyart, számtant, mértant és természettant tanított. A líceumi önsegélyző intézet elnöke volt. 
A pozsonyi kecskekapui evangélikus temetőben nyugszik. Kapcsolatban állt Bartoniek Gézával is.

## Elismerései
- Hirschmann Nándor ösztöndíj-alapítvány, Hirschmann igazgató harmincéves tanári működésének emlékére

## Művei
Programértekezése a pozsonyi ág. ev. főgimnázium Értesítőjében:
- A család közreműködése a nevelésmunkájában, A Pozsonyi Ágostai Hitvallású Evangelikus Liceum Értesítője az 1908/1909-iki tanévről, Pozsony, 1909.
- 1884 A determinánsok alkalmazása a linearis egyenletrendszerek feloldásánál.